# Uroš II di Rascia
Uroš II Prvoslav (in serbo Урош II Првослав; fl. XII secolo) fu un gran principe di Rascia.
Figlio di Uroš I, ascese al trono di Rascia dopo la morte del padre nel 1145. Uroš I aveva stretto un'alleanza col re d'Ungheria Stefano II, dando in moglie a suo figlio Béla, la propria figlia Jelena. Nel 1131 Stefano II morì, e Béla divenne re, ma, essendo cieco, fu la stessa Jelena ad avere in mano gran parte del potere, aiutata da Beloš, fratello suo e di Uroš II. Nel 1141 anche Béla morì e Beloš fu nominato reggente del giovane Géza II, e fu insignito del titolo di comes palatinus, il più importante tra i ranghi dei dignitari di corte. Come reggente, Beloš strinse un'alleanza ancor più forte col fratello Uroš II.

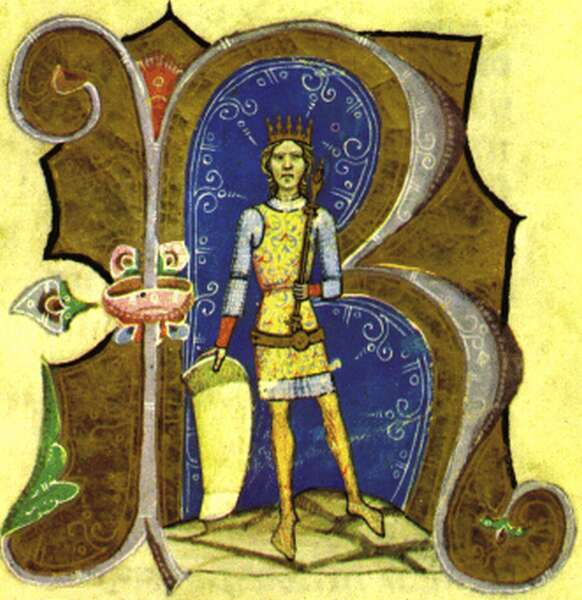
Géza II d'Ungheria

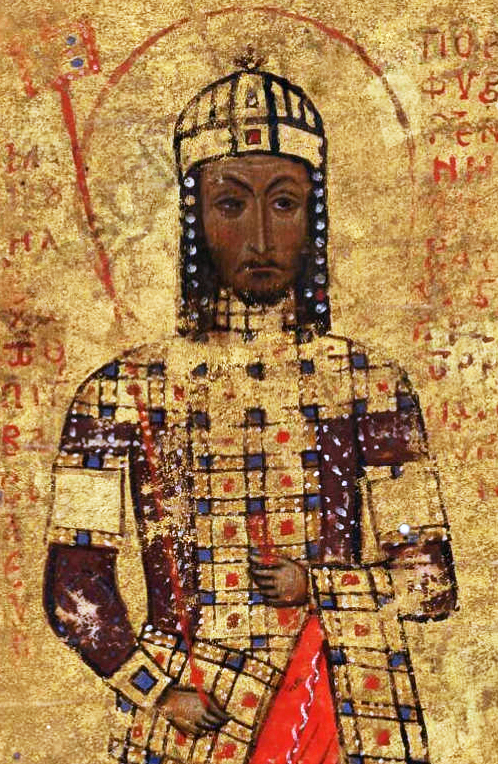
Manuele I Comneno

Forte dell'amicizia con l'Ungheria, Uroš, nel 1149 decise di attaccare la Doclea che allora era governata dal principe Radoslav che sedeva sul trono come vassallo dell'Impero bizantino. Per l'attacco, Uroš approfittò della guerra che era nel frattempo scoppiata tra Costantinopoli e i Normanni di Guglielmo I.
L'esercito serbo, guidato da Uroš e da suo fratello Desa, invase la Doclea e conquistò diverse città, lasciando a Radoslav il controllo della sola zona costiera. Avuta notizia dei fatti, l'Imperatore Manuele I Comneno partì da Valona dov'era con l'esercito per imbarcarsi verso l'Italia, e si diresse in Doclea per riconquistarla, lasciando da parte la disputa coi Normanni. Ripresa la Doclea, l'esercito bizantino proseguì verso la Rascia conquistando vasti territori. Quando, nel 1150 giunsero le armate ungheresi in supporto ai Serbi, Manuele I aveva ormai preso il controllo della Rascia. Uroš fu deposto e sostituito con suo fratello Desa. Il regno di Desa fu assai breve: Uroš, infatti chiese perdono all'imperatore e lo ottenne. In cambio della restituzione del trono, dovette promettere 2.000 soldati in supporto all'armata imperiale per le campagne ad Ovest e 500 per quelle ad Est, riconobbe, inoltre, la sovranità bizantina ripudiando l'alleanza con l'Ungheria. 
Nel 1151 Manuele I attaccò l'Ungheria che non poté contare sull'aiuto serbo: il re Géza fu costretto a firmare un accordo di pace. La politica filobizantina di Uroš non piacque alla nobiltà che nel 1155 si coalizzò contro di lui e lo depose, nominando gran principe suo fratello Desa che per la seconda volta salì al trono. L'imperatore, però, mandò le truppe in Rascia per rovesciare Desa e rimettere sul trono Uroš per la terza volta. In cambio Desa ottenne di amministrare la regione di Dendra.
Nonostante Uroš avesse rinunciato ad ogni alleanza con l'Ungheria, il suo modo di governare risultò troppo autonomo all'imperatore che nel 1162 ancora una volta lo detronizzò, questa volta definitivamente, affidando il governo della Rascia nuovamente al fratello Desa.

## Ascendenza
|                    |                   |                    | Genitori                |  |  | Nonni |  |  | Bisnonni            |  |  | Trisnonni |  |
|                    |                   |                    |                         |  |  |       |  |  | Petrislav di Rascia |  |  | …         |  |
|                    |                   |                    |                         |  |  |       |  |  | Petrislav di Rascia |  |  | …         |  |
|                    |                   | …                  |                         |  |  |       |  |  | Petrislav di Rascia |  |  |           |  |
| Marko di Rascia    |                   |                    |                         |  |  |       |  |  | Petrislav di Rascia |  |  |           |  |
|                    |                   | …                  | …                       |  |  |       |  |  |                     |  |  |           |  |
|                    |                   | …                  | …                       |  |  |       |  |  |                     |  |  |           |  |
|                    |                   | …                  | …                       |  |  |       |  |  |                     |  |  |           |  |
| Uroš I di Rascia   |                   | …                  |                         |  |  |       |  |  |                     |  |  |           |  |
|                    |                   | …                  | …                       |  |  |       |  |  |                     |  |  |           |  |
|                    |                   | …                  | …                       |  |  |       |  |  |                     |  |  |           |  |
|                    |                   | …                  | …                       |  |  |       |  |  |                     |  |  |           |  |
| …                  |                   | …                  |                         |  |  |       |  |  |                     |  |  |           |  |
|                    |                   | …                  | …                       |  |  |       |  |  |                     |  |  |           |  |
|                    |                   | …                  | …                       |  |  |       |  |  |                     |  |  |           |  |
|                    |                   | …                  | …                       |  |  |       |  |  |                     |  |  |           |  |
| Uroš II di Rascia  |                   | …                  |                         |  |  |       |  |  |                     |  |  |           |  |
|                    | Romano IV Diogene | Costantino Diogene |                         |  |  |       |  |  |                     |  |  |           |  |
|                    | Romano IV Diogene | Costantino Diogene |                         |  |  |       |  |  |                     |  |  |           |  |
|                    | Romano IV Diogene | …                  |                         |  |  |       |  |  |                     |  |  |           |  |
| Costantino Diogene | Romano IV Diogene |                    |                         |  |  |       |  |  |                     |  |  |           |  |
|                    |                   | Anna di Bulgaria   | Alusiano di Bulgaria    |  |  |       |  |  |                     |  |  |           |  |
|                    |                   | Anna di Bulgaria   | Alusiano di Bulgaria    |  |  |       |  |  |                     |  |  |           |  |
|                    |                   | Anna di Bulgaria   | …                       |  |  |       |  |  |                     |  |  |           |  |
| Anna Diogenissa    |                   | Anna di Bulgaria   |                         |  |  |       |  |  |                     |  |  |           |  |
|                    |                   | Giovanni Comneno   | Manuele Comneno Erotico |  |  |       |  |  |                     |  |  |           |  |
|                    |                   | Giovanni Comneno   | Manuele Comneno Erotico |  |  |       |  |  |                     |  |  |           |  |
|                    |                   | Giovanni Comneno   | …                       |  |  |       |  |  |                     |  |  |           |  |
| Teodora Comnena    |                   | Giovanni Comneno   |                         |  |  |       |  |  |                     |  |  |           |  |
|                    |                   | Anna Dalassena     | Alessio Caronte         |  |  |       |  |  |                     |  |  |           |  |
|                    |                   | Anna Dalassena     | Alessio Caronte         |  |  |       |  |  |                     |  |  |           |  |
|                    |                   | Anna Dalassena     | Adriana Dalassena       |  |  |       |  |  |                     |  |  |           |  |
|                    |                   | Anna Dalassena     |                         |  |  |       |  |  |                     |  |  |           |  |